# Пакерисан
Пакерисан (балийск. Tukad Pakerisan) — река, расположенная в округе Гияняр, на острове Бали, в Индонезии. Её истоки находятся в горах Кинтамани, и она течёт по территории центрального Бали. Площадь водосборного бассейна составляет около 29,88 км², а длина реки — 34,50 км.

## Гидрология
Воды реки Пакерисан формируются из нескольких источников в горах Кинтамани, которые являются основным источником водоснабжения для многих рек Бали. Река протекает через три района (кекаматана): Тампаксиринг, Блахбатух и Гияняр, и впадает в море между пляжами Леихир и Чучукан. Расход воды в случае осадков пятилетней повторяемости — около 174—177 м³/с.

## Памятники вдоль реки
Согласно записям нидерландского археолога В. Ф. Штуттерхейма и исследователя Бернета Кемперса, сделанным в 1923—1930 годах, в бассейне реки Пакерисан сосредоточено наибольшее количество древних археологических памятников.
В 2012 году бассейн реки Пакерисан был включён в состав объекта Всемирного наследия ЮНЕСКО как часть Культурного ландшафта провинции Бали: система субак как проявление философии Три Хита Карана. В состав объекта входят следующие памятники:
- храм Тирта Эмпул
- храм Пегулинган[индон.]
- храм Мангененг[индон.]
- храм Гунунг-Кави[индон.]

## Использование земель и территориальное планирование
Основные виды землепользования в бассейне Пакерисан — это рисовые поля (савах), поля под сухие культуры (тегалан), кустарники, плантации и лесные массивы.
Панорама прибрежных зон реки Пакерисан в верхнем течении, особенно от Тампаксиринга до Блахбатуха, остаётся естественной, поскольку территория в основном используется для сельского хозяйства. Верхнее течение также используется для туристических развлечений, таких как рафтинг и ривер-тубинг. В среднем течении, помимо сельского хозяйства, развито животноводство. В нижнем течении река проходит через территорию парка Сафари и морской парк Бали.

## Загрязнение
Согласно исследованиям, качество воды в бассейне реки Пакерисан в верхнем и среднем течении остаётся удовлетворительным, и река может использоваться как источник воды для сельского хозяйства и питьевого водоснабжения. Однако в среднем и нижнем течении наблюдается лёгкое загрязнение, вызванное сбросом бытовых и промышленных сточных вод непосредственно в реку.